# Peníze.cz
Peníze.cz je český internetový portál o osobních financích provozovaný společností Partners media s.r.o. Jedná se o 17. nejnavštěvovanější web českého internetu. Podle dat společnosti NetMonitor dosáhla stránka 11 990 906 zobrazení za leden 2020. Web se zaměřuje především na praktické informace a aktuality o osobních financích, ale také na širší ekonomické souvislosti. Dále nabízí velké množství finančních kalkulaček, přehledy akciových trhů, rejstřík firem, aktuální kurzovní lístky, srovnání finančních produktů napříč trhem.

## Projekty na Peníze.cz
Momentálně pod Peníze.cz patří tyto projekty:
| Projekt            | Co nabízí |
| ------------------ | --- |
| www.penize.cz      | Největší web o osobních financích pro nejširší skupinu čtenářů.                                                              |
| finmag.penize.cz   | Publicistický on-line magazín o ekonomice, penězích a světě v souvislostech; vychází i tištěný časopis Finmag.               |
| rejstrik.penize.cz | Informace o firmách a OSVČ s přidanou hodnotou.                                                                              |
| usetri.penize.cz   | Srovnávač finančních produktů z celého trhu.                                                                                 |
| heroine.cz         | Čtení pro ženy jinak. S otevřenou myslí, bez klišé a instantních návodů na šťastný život. Vychází také jako tištěný časopis. |

## Historie Peníze.cz
Server Peníze.CZ byl spuštěn společností 4. září 2000 a od počátku se soustředil na osobní finance a užitečné rady, jak nakládat s penězi.[zdroj?] Ředitelem serveru byl do června 2004 Tomáš Prouza, prvním šéfredaktorem byl Tomáš Skřivánek.[zdroj?]
28. ledna 2004 odkoupila 85% projektu společnost Salve Group
Během dalších let začal význam webu Peníze.cz upadat.[zdroj?]
V roce 2008 byl projekt společností Slave Group znovu prodán a v červnu 2009 odkoupila 50% projektu investiční společnost Clareo, která zahájila restrukturalizaci.
Po úspěšném návratu projektu mezi přední servery o osobních financích bylo 21. 12. 2010 100 % aktivit webu Peníze.cz odprodáno společnosti Partners Financial Services, respektive nově vzniklé dceřiné společnosti Partners media s.r.o., která do té doby provozovala projekt Finmag.cz.
Od roku 2011 se daří projektu posilovat svoji pozici na trhu a rozšiřovat web o nové funkce. Návštěvnost stránky se podařila zvýšit z původních 100 000 návštěv měsíčně na dnešních 2 500 000 průměrně za měsíc.
V roce 2019 se stal šéfredaktorem serveru Peníze.cz Petr Kučera, který 10 let řídil řídil ekonomicko-finanční rubriku Aktuálně.cz a také se podílel na startu Deníku N.